# 測天 (敷設艇)
| 艦歴     | 艦歴                                                                                  |
| -------- | ------------------------------------------------------------------------------------- |
| 計画     | ③計画                                                                                 |
| 起工     | 1937年6月24日                                                                         |
| 進水     | 1938年4月27日                                                                         |
| 就役     | 1938年12月28日竣工                                                                    |
| その後   | 1944年7月25日戦没                                                                     |
| 除籍     | 1944年9月10日                                                                         |
| 性能諸元 |                                                                                       |
| 排水量   | 基準：720トン、公試：750トン                                                          |
| 全長     | 74.70m                                                                                |
| 全幅     | 7.85m                                                                                 |
| 吃水     | 2.60m                                                                                 |
| 機関     | マン式三号ディーゼル2基2軸 3,600馬力                                                  |
| 速力     | 20.0kt                                                                                |
| 航続距離 | 14ktで2,000浬                                                                         |
| 燃料     | 重油：35トン                                                                          |
| 乗員     | 74名                                                                                  |
| 兵装     | 40mm連装機銃1基2挺 13mm連装機銃1基2挺 爆雷36個、捕獲網8組 （もしくは九三式機雷120個） |

測天（そくてん）は、日本海軍の敷設艇。測天型敷設艇の1番艇。艦名としては2代目。

## 艦歴
1938年（昭和13年）12月28日横浜船渠にて竣工、佐世保鎮守府籍となる。
太平洋戦争開戦時には馬公防備隊付属として同方面の哨戒、船団護衛、機雷敷設などに従事する。
1943年3月23日にアメリカ潜水艦「キングフィッシュ」を発見し、特設砲艦「長白山丸」などとともに24日まで爆雷攻撃を行って「キングフィッシュ」を損傷させた。
1944年（昭和19年）3月1日に中部太平洋方面艦隊第5根拠地隊に編入、以後はサイパン、パラオ方面の船団護衛、機雷敷設等に従事する。同年7月25日ウルシーでの機雷敷設のためパラオを出港するが艦載機の攻撃を受け沈没した。同年9月10日に除籍。

## 艇長
艤装員長
- （兼）氏家忠三 大尉：1938年8月25日[2] - 1938年11月5日[3]
- 氏家忠三 大尉：1938年11月5日[3] -

## 同型艦
- 測天型敷設艇

測天 [II] - 白神 - 巨済 - 成生 - 浮島